# Drapeau de l'espéranto
Le drapeau de l'espéranto, ou drapeau vert, est fréquemment utilisé comme symbole du mouvement espérantophone. Le vert symbolise l'espoir, le blanc incarne la neutralité et l'étoile à cinq branches représente les cinq continents.
C'était le drapeau d'origine - aux proportions près - du Club d'espéranto de Boulogne-sur-Mer où se déroula le premier Congrès International en 1905.
Les proportions du drapeau sont de 2:3 (deux unités de haut pour trois unités de large).

## Conception

### Proportions
Le carré blanc mesure le tiers de la longueur du drapeau. Le rayon de l'étoile verte mesure 3,5 unités sur 20 unités de hauteur du drapeau.

### Couleurs
Le vert et le blanc sont les seules couleurs du drapeau où le vert est la couleur dominante.
| Couleur | ● Blanc | ● Vert (non officiel mais le plus utilisé) |
| ------- | ------- | ------------------------------------------ |
| HTML    | #FFFFFF | #009900                                    |

## Variantes du drapeau
Il existe des variantes de :

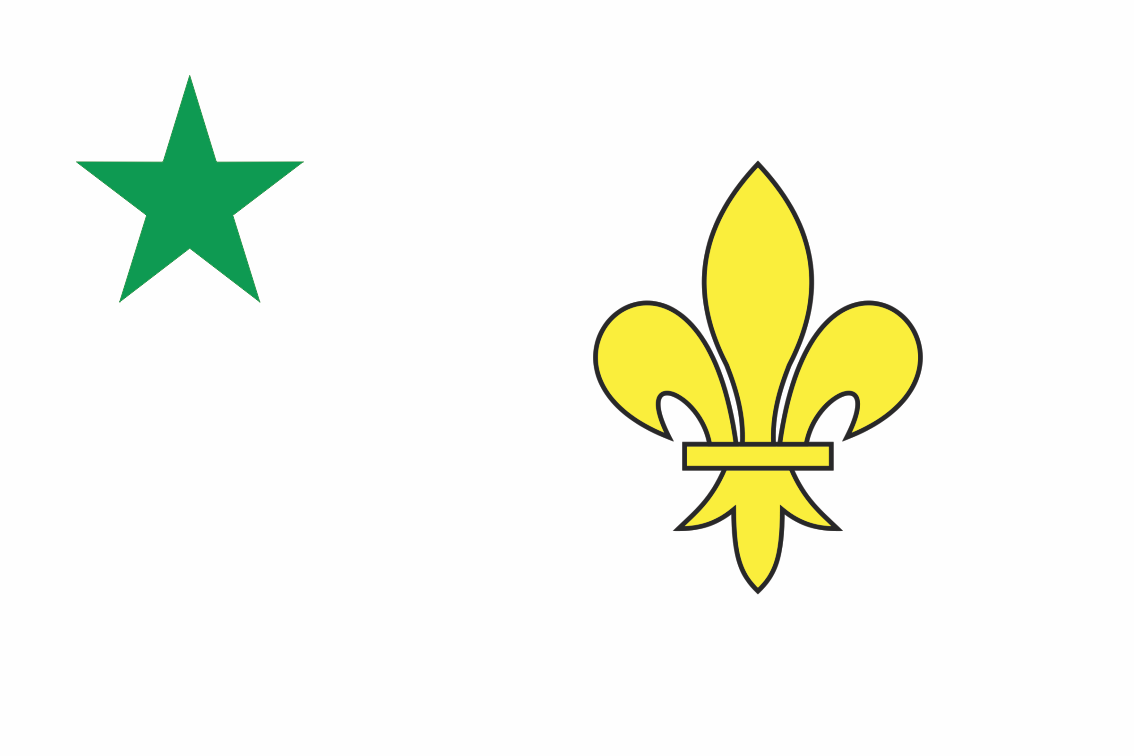
Drapeau franco-espérantiste.

- l’Union internationale des espérantistes catholiques[2]
- la francophonie espérantiste[1]

L'autre grand symbole du mouvement est le Jubilé, comportant la lettre latine E (Espéranto) et la lettre cyrillique Э (Эсперанто), symbolisant la paix et l'unification en temps de guerre froide.

## Histoire
Louis de Beaufront, l'un des premiers adeptes de l'Espéranto, aussi l'un des créateurs de l'Ido, a écrit des livres donc la couverture est verte ou flanquée d'une étoile.

## Culture populaire
- Le drapeau de l'espéranto est utilisé dans le film Blade: Trinity.
- À l'occasion des 150 ans de Zamenhof le 15 décembre 2009, Google met en avant le Verda Stelo sur sa page d'accueil[4].